# حشره‌خوار جنگلی جانستون
 حشره‌خوار جنگلی جانستون (نام علمی: Sylvisorex johnstoni) نام یک گونه از سرده حشره‌خوارهای جنگلی است.